# Keith Wood
Keith Gerard Mallinson Wood (Killaloe, 27 de enero de 1972) es un exjugador irlandés de rugby que se desempeñaba como hooker.
Wood jugó en el XV del Trébol y fue capitán, era reconocido como un jugador de gran entrega y compromiso, además fue convocado a los British and Irish Lions. Es considerado uno de los mejores de la historia en su posición y en 2001 fue premiado como el mejor jugador del Mundo. Desde 2005 es miembro del Salón de la Fama del Rugby.

## Carrera
En 1992 debutó en el primer equipo del Garryowen FC con 20 años. Se convirtió en profesional cuando fue contratado por los Harlequins FC de la Aviva Premiership para afrontar la reciente profesionalización del rugby en 1995. Tuvo un breve paso por el Munster Rugby de su país y regresó a los Harlequins donde se retiró en 2003.

## Selección nacional
Fue convocado a Irlanda por primera vez en 1994 y jugó con ellos hasta 2003, fue su capitán desde 1997. En total jugó 58 partidos y marcó 15 tries (75 puntos).

### Participaciones en la Copa del Mundo
Disputó tres Copas del Mundo: Sudáfrica 1995; el XV del Trébol fue eliminada por Les Blues, Gales 1999 por única vez se jugaron play-offs para acceder a cuartos de final e Irlanda fue derrotada por los Pumas. Su último mundial fue en Australia 2003; el Trébol luego de eliminar a Argentina en primera fase, cayó en cuartos ante Francia.
| Mundial                       | Sede      | Resultado        | PJ | Tries |
| ----------------------------- | --------- | ---------------- | -- | ----- |
| Copa Mundial de Rugby de 1995 | Sudáfrica | Cuartos de final | 1  | 0     |
| Copa Mundial de Rugby de 1999 | Gales     | Octavos de final | 4  | 4     |
| Copa Mundial de Rugby de 2003 | Australia | Cuartos de final | 5  | 1     |

## British and Irish Lions
Wood fue convocado a los Lions para la Gira de Sudáfrica 1997 y cuatro años más tarde a la Gira de Australia 2001. En total jugó cinco test matches y no marcó puntos.

## Palmarés
- Campeón de la Copa Desafío de 2000/01.
- Campeón de la liga irlandesa de 1991-92 y 1993-94.